# Tallarol del Iemen
El tallarol del Iemen (Curruca buryi; syn: Sylvia buryi) és una espècie d'ocell de la família dels sílvids (Sylviidae). Es troba a la serralada Al-Sarat, entre el Iemen i l'Aràbia Saudita. El seu hàbitat el conformen els boscos secs subtropicals o tropicals. El seu estat de conservació es considera gairebé amenaçat.

## Taxonomia
Aquesta espècie estava classificada en el gènere Sylvia, però el Congrés Ornitològic Internacional, en la seva llista mundial d'ocells (versió 10.2, 2020) el transferí al gènere Curruca. Segons el Handook of the Birds of the World i la quarta versió de la BirdLife International Checklist of the birds of the world (Desembre 2019), aquest tàxon apareix classificat encara dins del gènere Sylvia.